# Corvus cryptoleucus
Il corvo del Chihuahua o corvo imperiale del Chihuahua (Corvus cryptoleucus Couch, 1854) è un uccello passeriforme appartenente alla famiglia Corvidae.

## Etimologia
Il nome scientifico della specie, cryptoleucus, deriva dall'unione delle parole greche κρυπτος (kryptos/kruptos, "nascosto") e λευκος (leukos, "bianco"), col significato di "bianco nascosto", in riferimento alla colorazione di questi uccelli.

## Descrizione

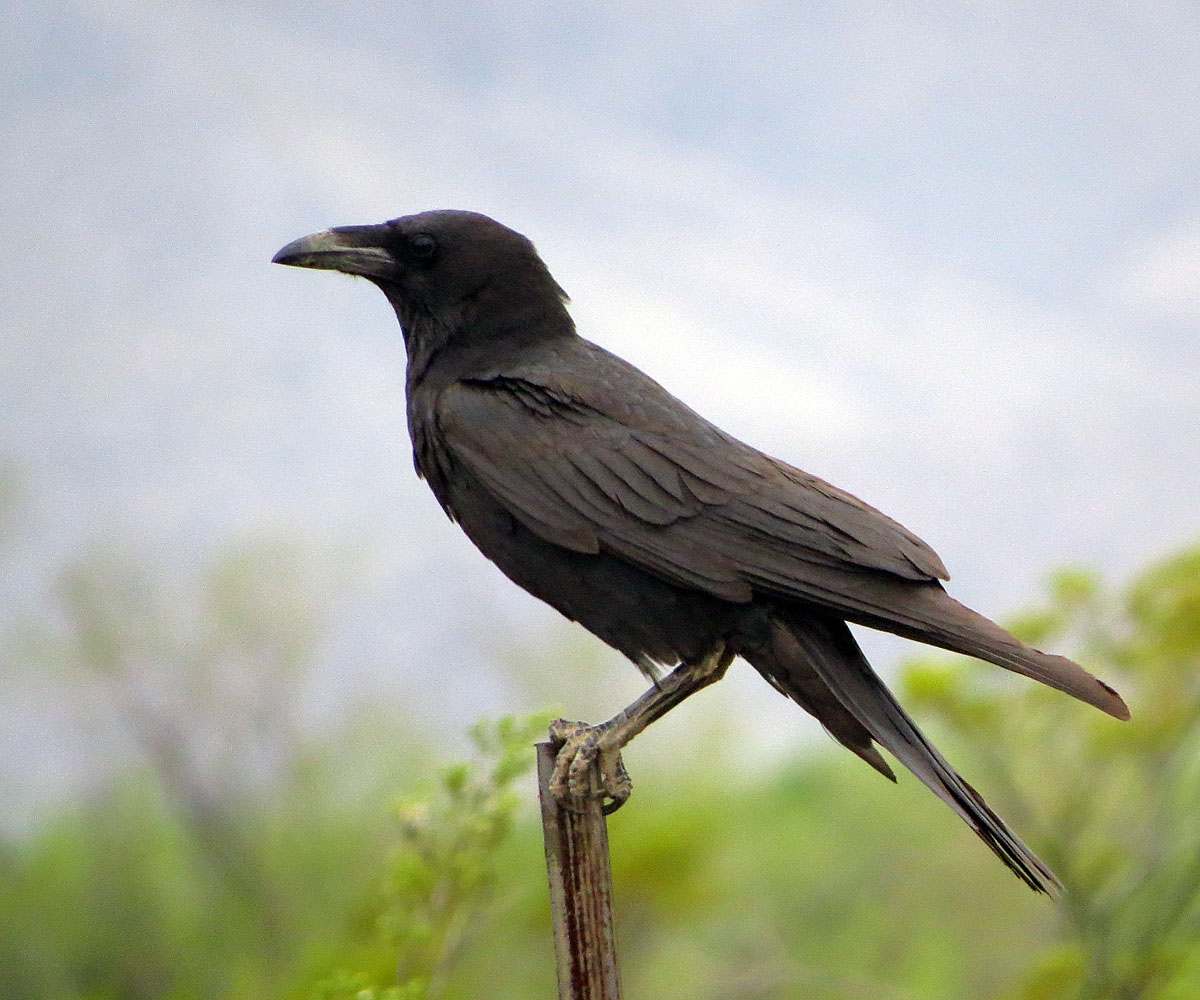
Esemplare a Sierra Vista.

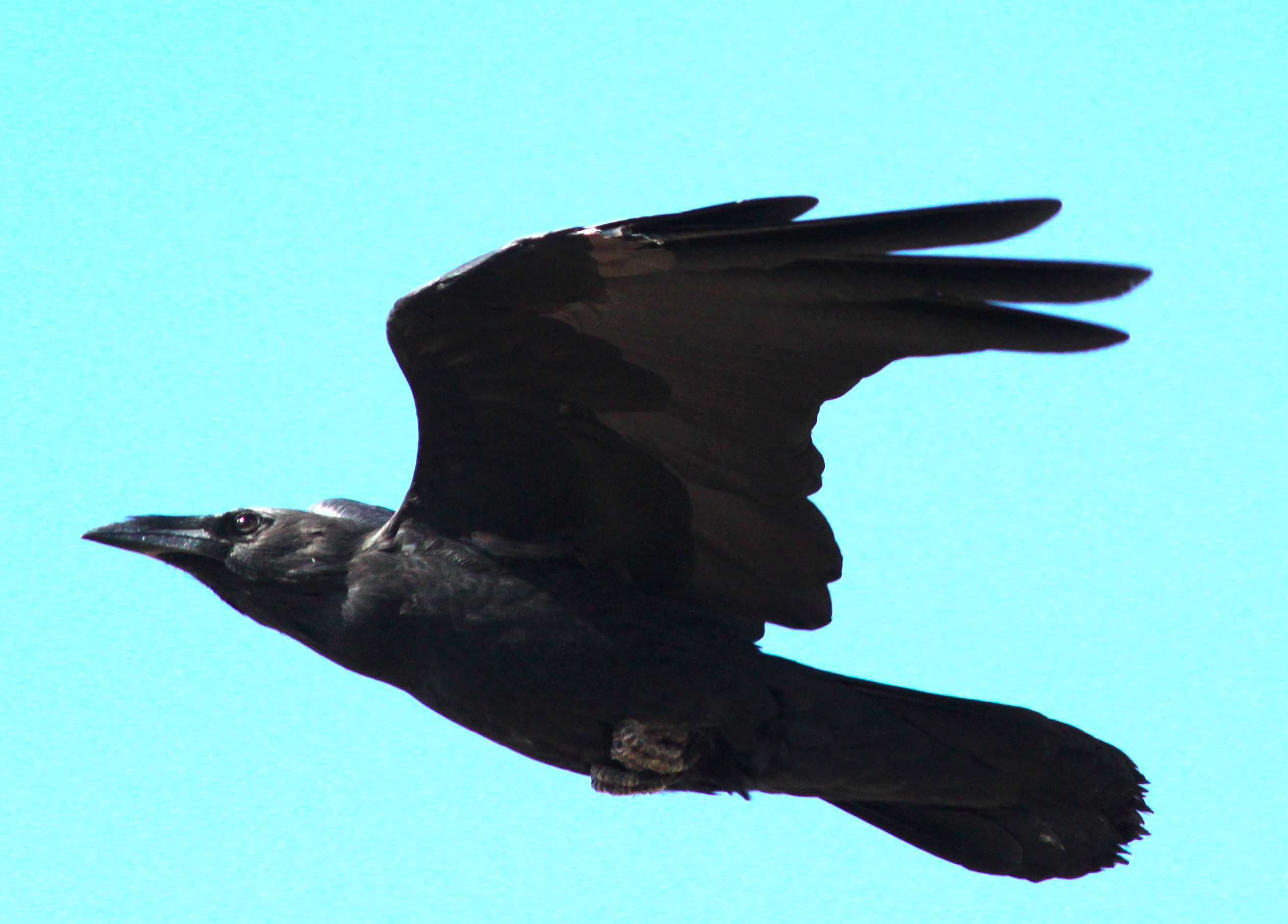
Esemplare in volo sul deserto di Sonora.

### Dimensioni
Misura 46-53 cm di lunghezza, per un peso di 380-670 g.

### Aspetto
Si tratta di uccelli dall'aspetto robusto e slanciato, muniti di testa arrotondata con becco forte e robusto, di forma conica e lievemente arcuato verso il basso nella sua parte distale, collo robusto, lunghe ali digitate, zampe forti e coda lunga dall'estremità arrotondata. Il becco appare più corto a causa della presenza di piume setolose che vanno a ricoprire la base e la parte iniziale di quest'ultimo, fino ad arrivare a coprirne quasi i due terzi.

Nel complesso, il corvo del Chihuahua ricorda molto il corvo imperiale o la cornacchia americana, presentando dimensioni medie inferiori rispetto al primo e superiori rispetto alla seconda e mostrando inoltre conformazione più slanciata rispetto a entrambi.
Il piumaggio si presenta di colore completamente nero: su testa, ali ed area dorsale sono presenti sfumature metalliche di color porpora o bluastro, ben evidenti in particolar modo se l'animale osservato nella luce diretta. Il corvo del Chihuahua condivide con varie specie di corvo australiano (alle quali non è però particolarmente legato in termini filogenetici) il fatto che le piume del collo presentano la parte basale bianca, caratteristica questa apprezzabile solo quando l'animale le arruffa oppure il forte vento le scarmiglia: a questa particolarità, la specie deve il proprio nome scientifico.
Il becco è di colore nero, mentre le zampe sono di colore grigio-nerastro: gli occhi sono invece di colore bruno scuro.

## Biologia

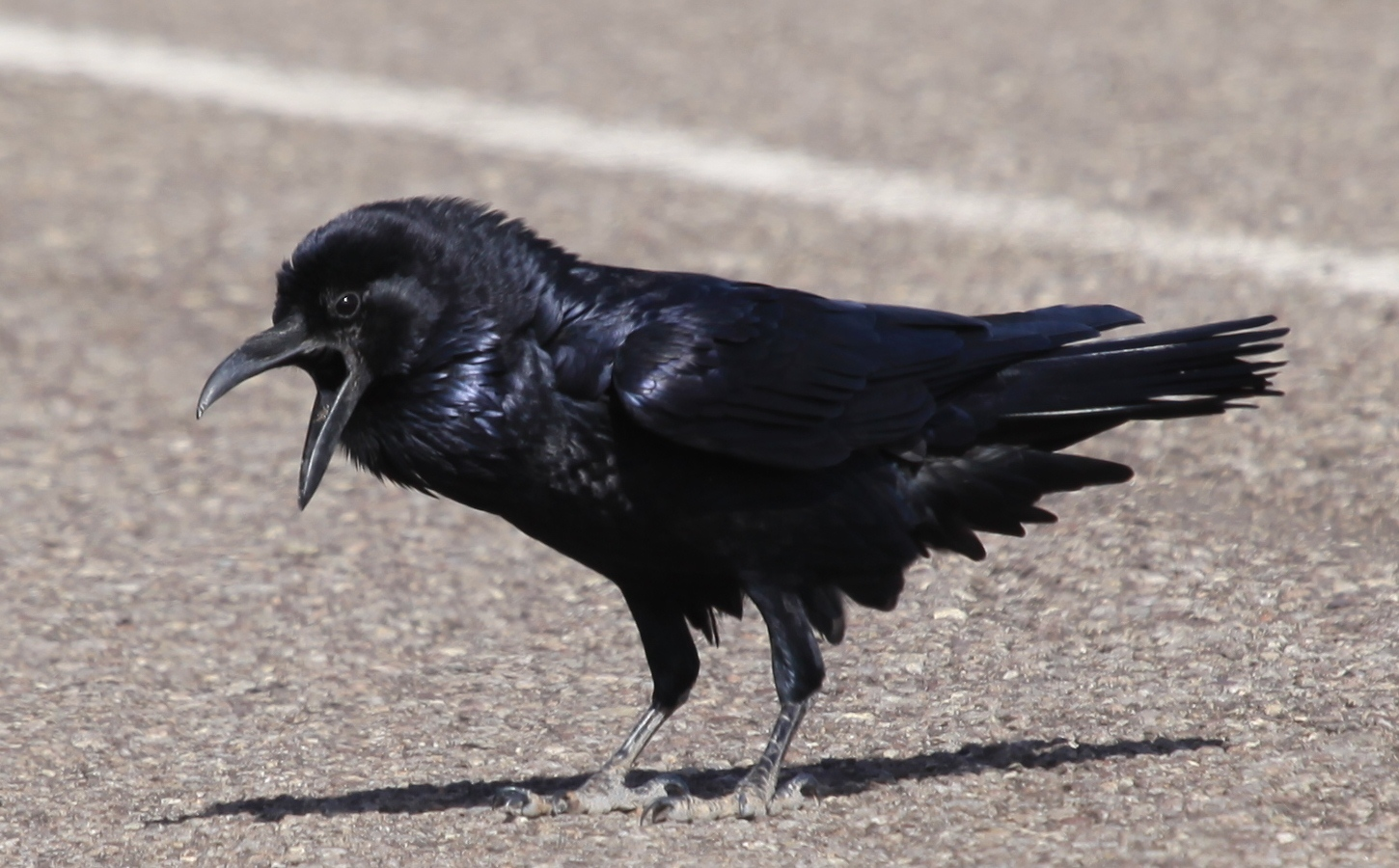
Esemplare vocalizza a Pitiquito.

Si tratta di uccelli che vivono fondamentalmente solitari od in coppie, le quali durano per tutta la vita o fino alla morte di uno dei due individui ed occupano un territorio fisso, difendendolo da eventuali intrusi conspecifici: in aree dove il cibo è particolarmente abbondante possono formarsi gruppetti di adulti, che tuttavia hanno breve durata e si disgregano facilmente. La vita di gruppo è invece solitamente la regola per gli individui ancora non accoppiatisi, che presentano inoltre abitudini di vita nomadi.

I corvi del Chihuahua passano la maggior parte della giornata alla ricerca di cibo al suolo o fra i cespugli, passando le ore più calde della giornata all'ombra fra gli alberi: verso sera, questi uccelli cercano rifugio in un luogo sopraelevato (come appunto un albero o un edificio in disuso), dove riposare al riparo da eventuali predatori e dalle intemperie.
Il richiamo di questi uccelli consiste in un gracchio acuto la cui sillaba finale viene prolungata, vagamente simile a quello del corvo nero: similmente a molti corvi, la specie è in grado di mimare i suoni dell'ambiente circostante.

### Alimentazione

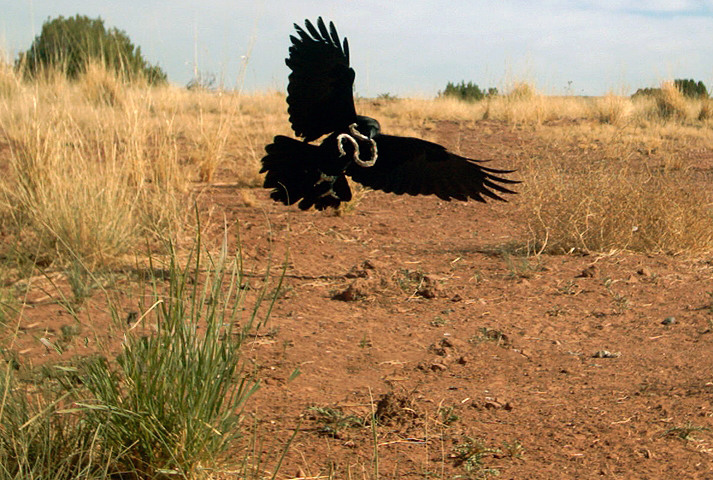
Esemplare preda un serpente a Socorro.

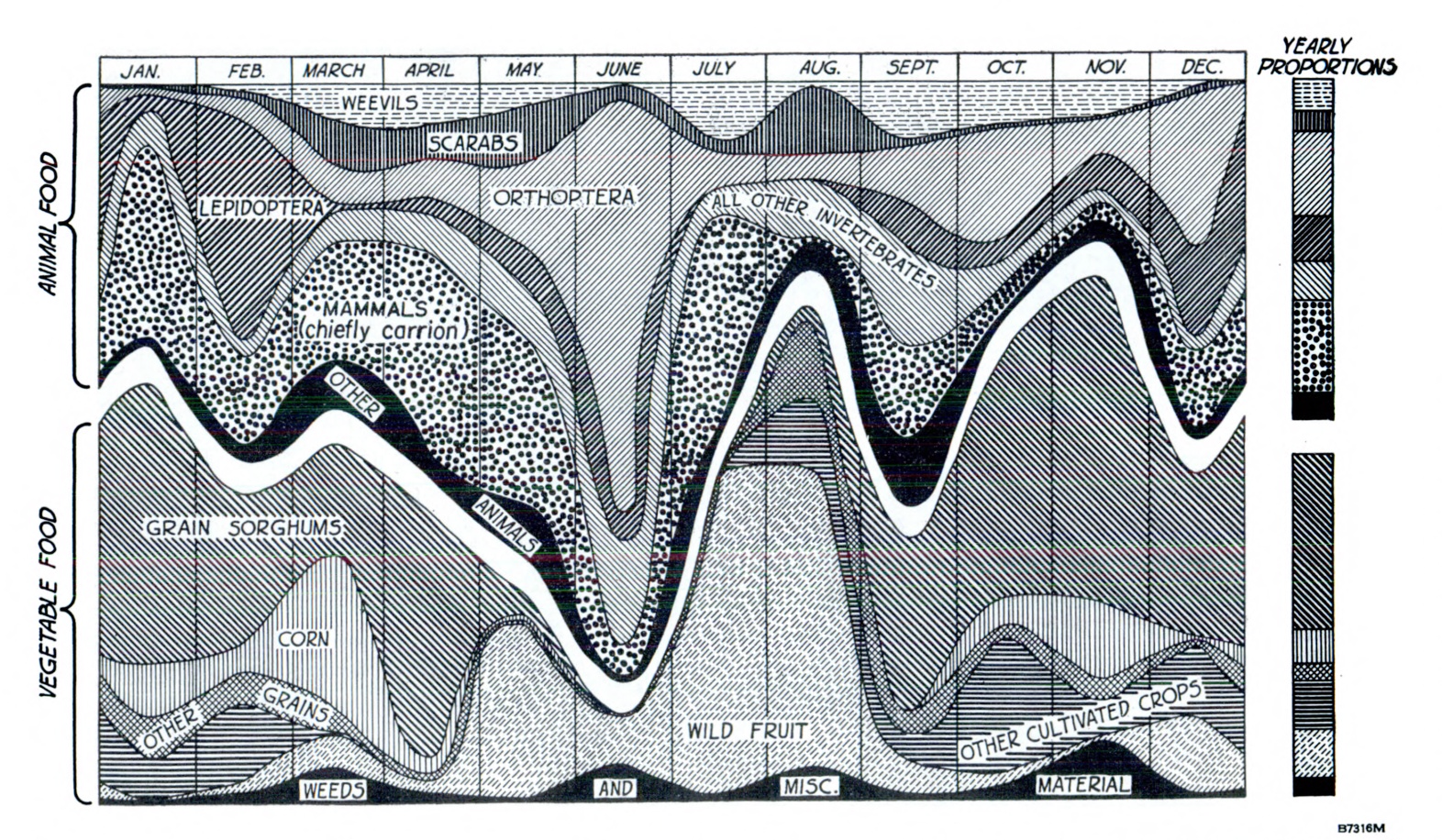
Tabella dei vari alimenti consumati durante l'anno.

Il corvo del Chihuahua è una specie onnivora e molto adattabile, che si nutre praticamente di tutto ciò che di commestibile riesca a trovare durante la ricerca del cibo.
La dieta di questi uccelli comprende, una percentuale grossomodo equivalente di cibi di origine animale e vegetale, concentrandosi su particolari alimenti a seconda della disponibilità stagionale: pertanto, fra la fine della primavera e l'inizio dell'estate a prevalere son insetti (specialmente di coleotteri, cavallette e lepidotteri) ed altri invertebrati, nonché dalle loro larve, in seguito sostituiti da bacche e frutta matura ed a partire dalla fine dell'autunno da semi e granaglie, i quali (assieme a carne e saprofagi ricavati dalle carcasse) sostentano l'animale fino alla primavera successiva. Il corvo del Chihuahua si ciba inoltre di piccoli vertebrati (topolini, anfibi, lucertole e serpentelli), nonché di uova e nidiacei reperiti saccheggiando i nidi: nelle aree antropizzate, inoltre, questi uccelli sono frequentatori di discariche ed immondezzai, dove reperiscono grandi quantità di cibo sotto forma di scarti e rifiuti.

### Riproduzione

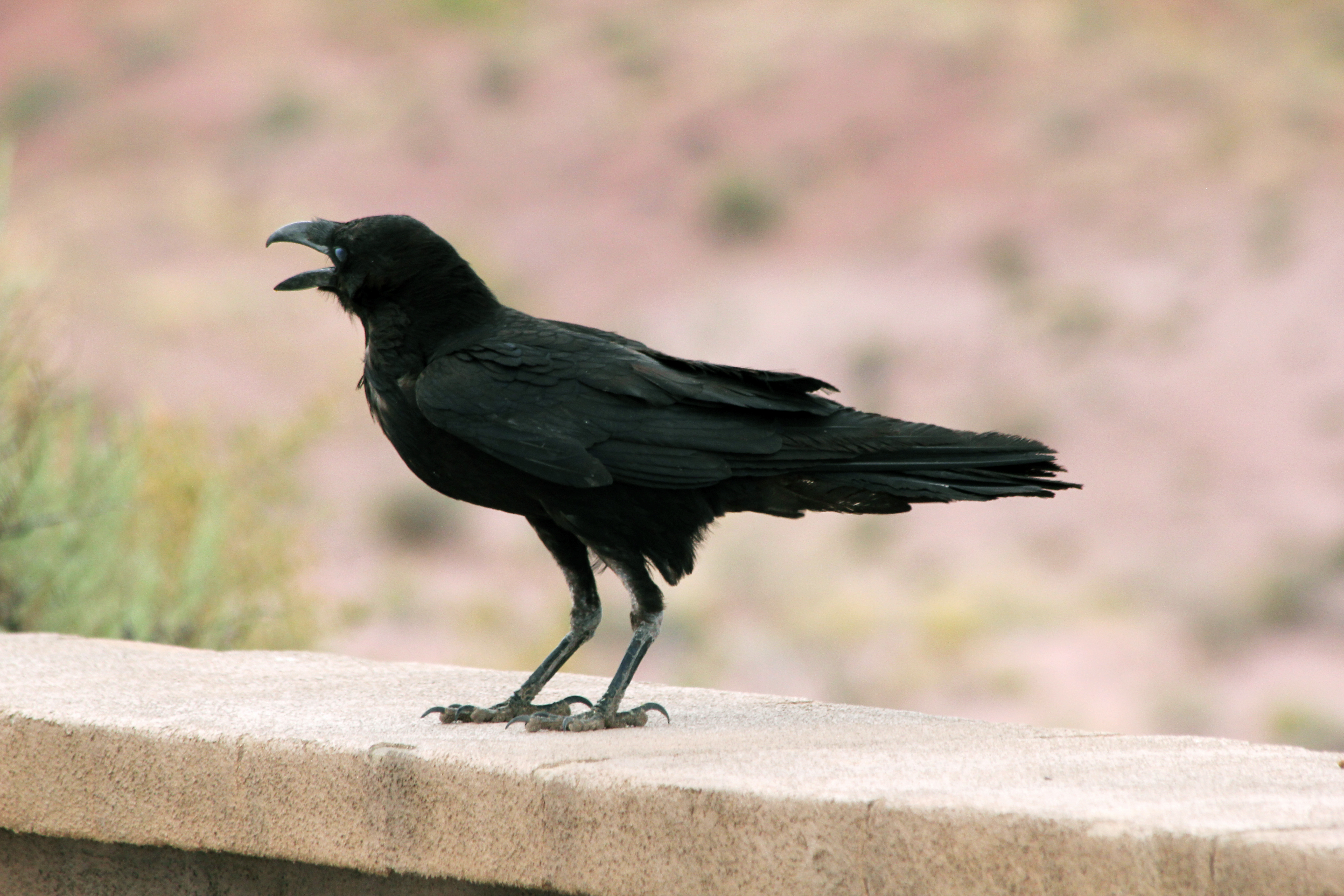
Esemplare vocalizza in Arizona.

Si tratta di uccelli monogami, le cui coppie durano per la vita: la stagione degli amori va da aprile a giugno, cominciando un paio di settimane prima nel sud dell'areale rispetto al nord.
Le coppie collaborano nella costruzione del nido: esso presenta conformazione a coppa con spessa cornice circostante, e viene ubicato di preferenza in posti che sovrastano l'ambiente circostante, come alberi o grossi cespugli, o anche edifici abbandonati. I corvi del Chihuahua tendono a nidificare in piccole colonie, con gruppi di nidi ubicati in un singolo sito: le singole coppie, tuttavia, tendono a difendere accanitamente i dintorni del proprio nido da eventuali intrusi che osino avvicinarsi troppo.

In questo nido la femmina depone e cova da sola (col maschio che la nutre con cibo rigurgitato e si occupa inoltre di difenderla da eventuali pericoli, stazionando quasi costantemente nei pressi) le 5-7 uova per una ventina di giorni, al termine dei quali schiudono pulli ciechi ed implumi: i piccoli, accuditi ed imbeccati da ambedue i genitori, divengono in grado d'involarsi verso il secondo mese di vita, rimanendo però coi genitori il più a lungo possibile, spesso oltre i sei mesi di vita e non di rado lasciando il territorio natio (aggregandosi agli stormi di giovani ed individui non accoppiati) solo alla stagione riproduttiva successiva.

## Distribuzione e habitat

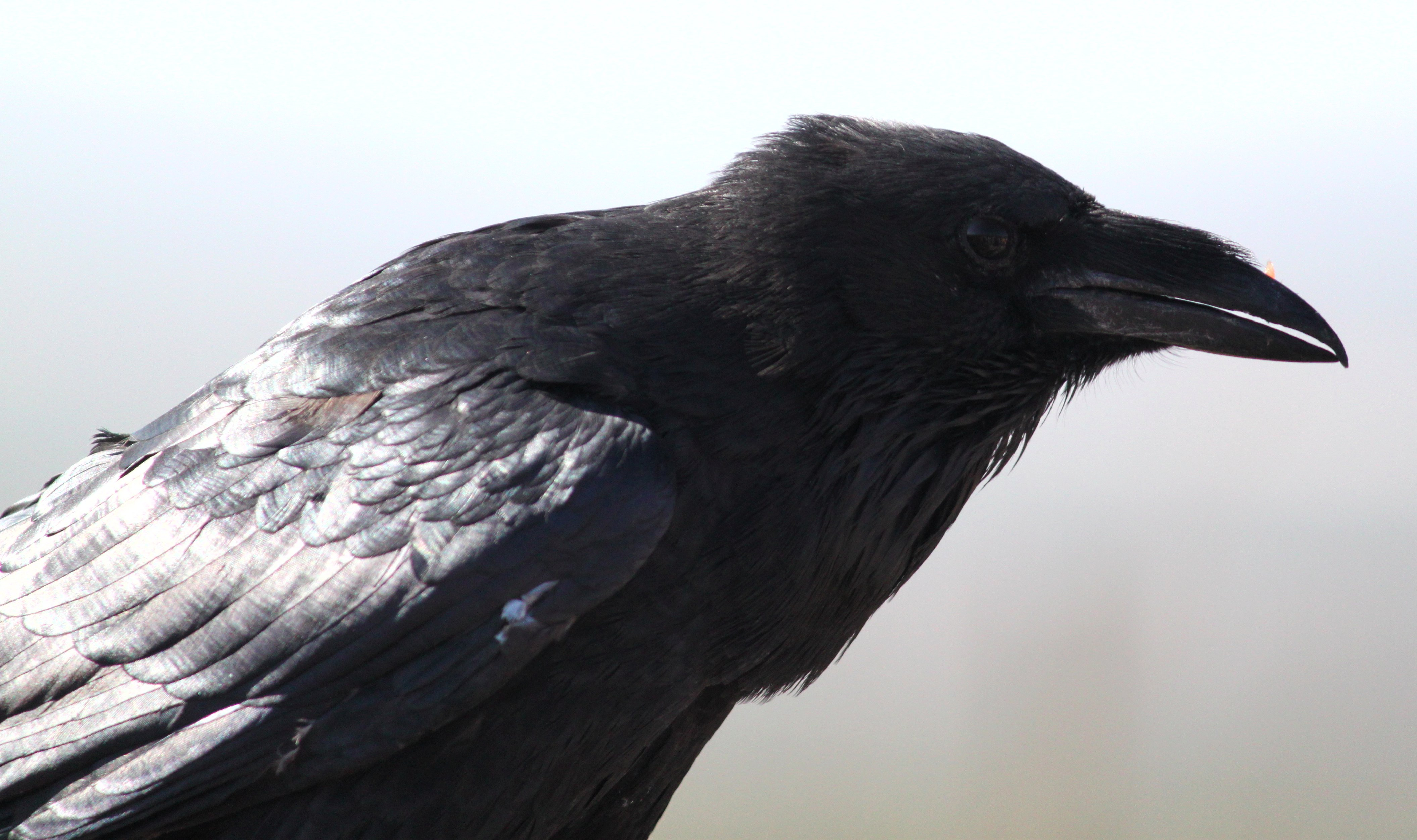
Primo piano di esemplare a Tucson.

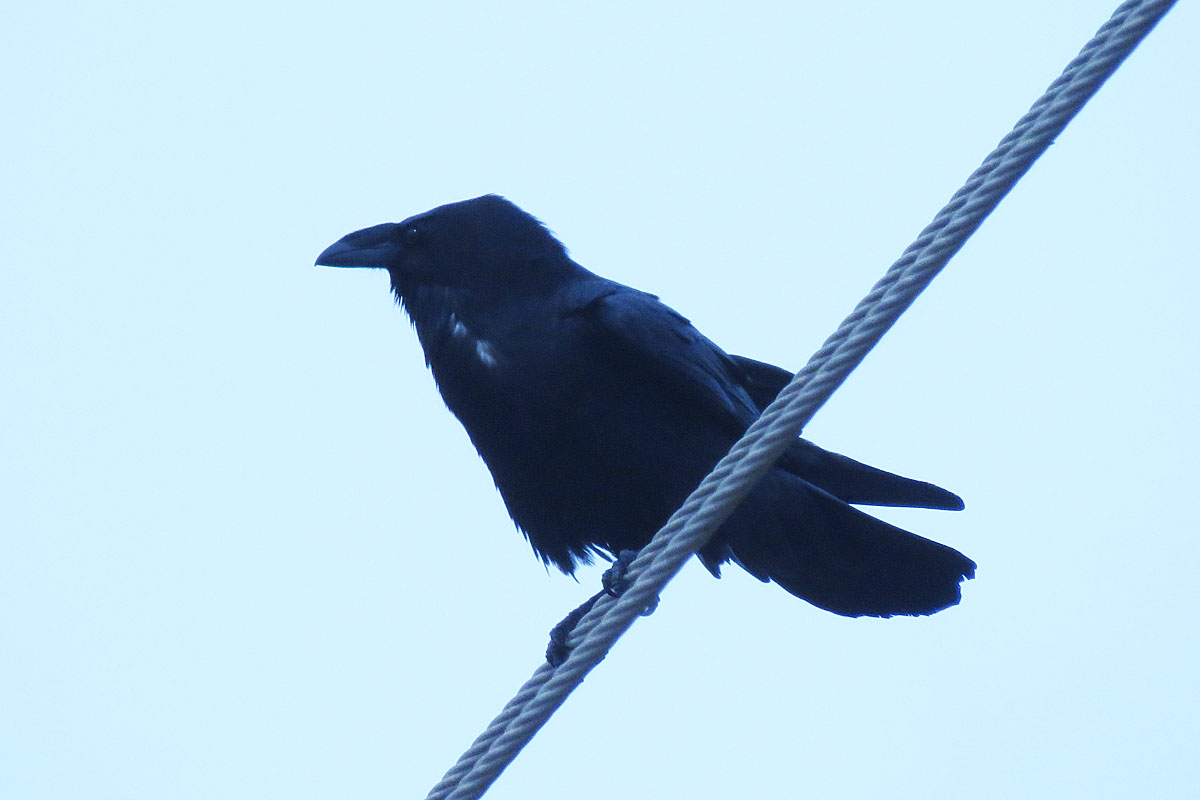
Esemplare in Texas.

A dispetto del nome comune, il corvo del Chihuahua non vive solo nel Chihuahua, ma occupa un areale che si estende dal versante coloradiano dei Four Corners al Guanajuato e all'Hidalgo, attraverso gli Stati Uniti sud-occidentali (Arizona sud-orientale, Nuovo Messico orientale e meridionale), il Kansas meridionale, l'Oklahoma occidentale, il Texas occidentale e meridionale ed il Messico centro-settentrionale (dal Sonora nord-occidentale al Tamaulipas centrale e a sud attraverso l'area compresa fra le pendici orientali della Sierra Madre Occidentale e quelle occidentali della Sierra Madre Orientale).

La specie è generalmente residente nell'ambito del proprio areale: le popolazioni meridionali tendono tuttavia a spostarsi verso sud o sud-ovest per svernare, raggiungendo la costa sinaloana del golfo di Cortez, lo Jalisco orientale ed il Michoacán settentrionale.
L'habitat di questi uccelli è rappresentato dalle aree pianeggianti a copertura erbosa con presenza di luoghi in rilievo quali pali della luce, edifici isolati o macchie alberate dove passare la notte e nidificare.

## Tassonomia
Recenti studi a livello del DNA mitocondriale hanno dimostrato la forte affinità del corvo del Chihuahua con la sottospecie sinuatus del corvo imperiale, col quale si differenzia solo dell'1,75-1,8%: ciò significa che la parentela fra questi due taxa è talmente stretta che i corvi imperiali californiani risulterebbero maggiormente affini ai corvi del Chihuahua (con le due popolazioni differenziatesi circa un milione di anni fa) che non al resto delle sottospecie di corvo imperiale, rendendo pertanto tale specie parafiletica.
La specie è monotipica.